# 杭州都市圈

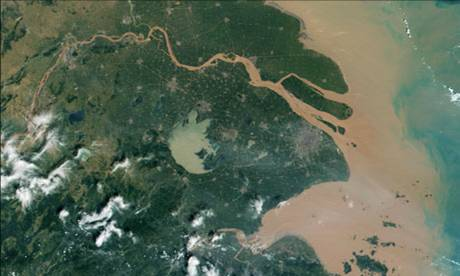
长江三角洲

杭州都市圈是长三角南翼的一个都市圈，地理范围包括杭州、湖州、嘉兴、绍兴、衢州、黄山等6设区市，其中杭州、湖州、嘉兴、绍兴等4市为杭州都市区范围。

## 历史
- 2007年，杭州都市圈第一次市长联席会议召开，计划由杭州、湖州、嘉兴、绍兴四座城市组成杭州都市圈[1]。
- 2012年，杭州首次发布了《杭州都市圈蓝皮书》[2]。
- 2014年，杭州都市经济圈转型升级综合改革试点日前获发改委批复设立[3]。
- 2016年，《长三角世界级城市群发展规划》公布，杭州都市圈被列入“一核五圈四带”的“五圈”之一成为国家战略[4]。
- 2018年10月25日杭州都市圈第九次市长联席会议上，浙江省衢州市、安徽省黄山市正式加入杭州都市圈合作发展协调会，杭州都市圈扩容为杭州、湖州、嘉兴、绍兴、衢州、黄山六市[1]。
- 2020年，安徽宣城成为杭州都市圈观察员城市。[5]

## 结构
都市圈以杭州為核心，湖州、嘉興、紹興為副中心，杭州市域5縣市及德清、安吉、海寧、桐鄉、紹興、諸暨等杭州相鄰6縣市為緊密層。

## 交通

### 城市轨道交通
形成“一心八射”的城际轨道网络基本形态：一心”指杭州市城市轨道交通，“八射”指杭州至海宁、桐乡、德清、安吉、临安、富阳-桐庐、诸暨、绍兴方向共八个方向的都市圈轨道快线。其中杭州至海宁、临安、富阳、绍兴的市域轨道交通线路均已投入使用。

## 评价
2009年，由中國（南京）城市發展戰略研究院和南京市社會科學院「中國城市創新力」課題組共同推出的「國內六大都市圈綜合競爭力比較研究」成果在南京發佈，杭州都市圈以綜合評分88.6分位列首位。